# Вадбольский, Александр Петрович
Князь Александр Петрович Вадбольский (12 июля 1806 — 30 марта 1863, Санкт-Петербург) — декабрист, подпоручик лейб-гвардии Измайловского полка. Присоединился к группе офицеров-однополчан, которые во время междуцарствия решили сохранить верность присяге великому князю Константину Павловичу и 14 декабря 1825 года убеждали своих солдат не только отказываться от присяги Николаю I, но и присоединятся к протестам и выходить на Сенатскую площадь с боевыми патронами. Был арестован и провёл в Петропавловской крепости почти семь месяцев. По указанию Николая I переведён из гвардии в армейские полки. Участвовал в русско-турецкой войне. После отставки служил в системе Министерства внутренних дел.

## Биография

### Происхождение
Принадлежал к древнему роду князей Вадбольских, потомки родоначальника которого — князя Ивана Андреевича Вадбольского « — с XV века служили „в боярах и иных знатных чинах, жалованы были от Государей поместьям и другими знаками монарших милостей“. Автор работ по истории класса служилых землевладельцев академик С. Б. Веселовский ссылался на частный родословец стольника конца XVII века князя А. И. Вадбольского, как на достоверный источник подробных сведений о жизни и служении многих исторических лиц. В начале XIX века одиннадцать потомков двух княжеских ветвей Вадбольских, верных семейной патриотической традиции, участвовали в Отечественной войне 1812 года.
Родился в семье помещика, князя Петра Андреевича Вадбольского, владельца 700 крестьян мужского пола в Московской губернии. Ему же принадлежало небольшое имение в деревне Козлиха Петряевской волости Вельского уезда Вологодской губернии в местностях, поместьями и вотчинами в которых владели когда-то именитые предки. В качестве урядника князь П. А. Вадбольский в составе 4-го полка Владимирского ополчения участвовал в защите от французских войск дороги из Москвы на Владимир. За проявленное усердие был произведён в чин прапорщика. Мать — Елизавета Ивановна. В семье было 3 детей — Александр (1806), Николай (1809) и Софья (1810-е).

### Служба в лейб-гвардии
Принадлежность к древнему княжескому роду позволила А. П. Вадбольскому поступить подпрапорщиком (23 мая 1822 года) в привилегированный Измайловский полк. В формулярном списке были отмечены его знания не только общеобразовательных предметов, но и фортификации и артиллерии, а также владение французским и немецким языками.
26 ноября того же года переведён в портупей-прапорщики, а 6 декабря 1823 года — в прапорщики. Чин подпоручика получил 18 июля 1825 года. Командовал взводом.
Знатное происхождение и служба в элитном подразделении лейб-гвардии, шефом которого был великий князь Николай Павлович открывали ему не только перспективу военной карьеры, но и двери столичных светских салонов. В своих воспоминаниях его современница А. О. Смирновой-Россет писала, что Вадбольский „был статен, смугл и довольно красив и хорошо танцевал“ и удивлялась, почему человек, принадлежавший к такому древнему княжескому роду, оказался „замешан в историю 14-го числа“.

### В событиях 14-го декабря 1825 года
В канун событий 14-го декабря 1825 года А. П. Вадбольский был в числе шести офицеров Измайловского полка, присягнувших до того новому императору Константину Павловичу и решившихся на отказ от переприсяги Николаю I. По планам руководителей восстания измайловцы вместе с гвардейцами морского экипажа и конно-пионерного эскадрона во главе с А. И. Якубовичем должны были участвовать в захвате Зимнего дворца и аресте царской семьи». Вадбольский и другие офицеры полка, убеждавшие собранных рано утром для присяги солдат не изменять Константину и быть готовыми с боевыми патронами идти на помощь восставшим, были вызваны для вразумления к командиру полка полковнику Л. А. Симанскому. Оставленный без инициативной поддержки руководителей штаба восстания и не дождавшийся Якубовича Измайловский полк, несмотря на решимость, по словам Вадбольского, некоторых его офицеров «погибнуть, защищая право великого князя Константина Павловича» , принял новую присягу, хотя и оставался ненадёжным.
О ситуации в полку знал и Николай, которому, что «Измайловском полку происходил беспорядок и нерешительность при присяге». Генерал-адъютант В. В. Левашов получил высочайшее указание «ехать в полк и, буди какая либо возможность, двинуть его, хотя бы против меня, но, непременно вывести его из казарм». Очевидец событий офицер Преображенского полка П. С. Деменков писал, что одновременно Николай передал командиру гвардейской дивизии генерал-майору П. П. Мартынову, что «если он уверен в своих измайловцах, пусть спешит с ними сюда; иначе может оставаться дома: Я без него обойдусь». Вернувшийся Левашов доложил что, подчинившийся Измайловский полк ждёт императора у Синего моста через реку Мойку. Николай появился перед строем в измайловском мундире и «приказал зарядить всем ружья и послал их на площадь, велев их поставить в резерве, спиной к дому Лобанова».
На возможное присутствие Вадбольского в разгар событий на Сенатской площади у каре восставших указывали воспоминания его однополчанина, адъютанта генерал-губернатора Петербурга М. А. Милорадовича подпоручика А. П. Башуцкого, который приписывал Вадбольскому нанесение удара штыком падающему с лошади графу М. А. Милорадовичу уже после смертельного ранения того П. Г. Каховским.
После разгона восставших картечными залпами два батальона Измайловского полка были оставлены вблизи места происшествия, чтобы пресекать попытки возобновления мятежных действий. Рота, в которой служил Вадбольский, участвовала в поиске бежавших с площади участников мятежа. По указанию генерал-майора П. П. Мартынова он и его сослуживец подпоручик М. П. Малютин арестовали скрывавшихся от обстрела в подвале Сената подпоручика гренадерского полка А. А. Шторха и 40 солдат.
В опубликованном спустя две недели — 29 декабря 1825 года — «Подробном описании происшествия, случившегося в Санкт-Петербурге 14 декабря 1825 года» сообщалось, что кроме «главных зачинщиков мятежа» были арестованы офицеры, «находящиеся под сильным сомнением», среди которых был назван и подпоручик Измайловского полка князь А. П. Вадбольский.

### Арест и следствие
А. П. Вадбольский был арестован в расположении полка 15 декабря 1825 года. После первого допроса В. В. Левашовым 17 декабря был отправлен на гауптвахту Петропавловской крепости.
Доставленный туда же в первых числах января А. Е. Розен застал в комендантском доме среди офицеров-измайловцев и князя Вадбольского. По высочайшему повелению было приказано с 5 января 1826 года держать их под арестом в Кронверкской куртине — Вадбольского в № 9, а Розена — в № 13.
Вызванному 7 января 1826 года на допрос в следственный комитет, чтобы выявить степень участия в тайных обществах, Вадбольскому были даны письменные вопросные пункты. В своих ответах он утверждал, что «ничего не знал о злоумышленном заговоре, не принадлежал к тайному обществу» и только утром 14 декабря, узнав о назначенной новой присяге, поверил своим однополчанам подпоручику Н. П. Кожевникову и командиру роты капитану И. И. Богдановичу, что известие об отказе Константина Павловича на деле вымысел «вышнего начальства» и «всякий, кто нарушит первую присягу, будет изменник».
7 февраля 1826 года председатель следственного комитета А. И. Татищев запросил у начальника Главного штаба сведения о поведении офицеров лейб-гвардии Измайловского полка, «участвовавших в возмущении 14 декабря 1825», в том числе, и князя Вадбольского.
28 марта 1826 года комитет, рассмотрев справки и записи допросов Вадбольского, «нашёл оные достаточными и не требующими пополнения». Вадбольский оказался в числе привлечённых к главному следственному процессу лиц, дела которых не были переданы в Верховный уголовный суд и наказанных в административном (несудебном) порядке, так как его членство в Северном обществе не было доказано. На исход дела могло повлиять и «отрицание обвиняемым данных о степени причастности к тайному обществу».
На заседании 17 июня 1826 года было оглашение решение по записке Комиссии для изысканий о злоумышленных обществах о лицах, принадлежащих к сим обществам, но не преданных Верховному уголовному суду: «…9) Лейб-гвардии Измайловского полка о подпоручике князе Вадбольском высочайше повелено: продержав еще месяц в крепости, выписать тем же чином в полки 2-й армии». Имя Вадбольского оказалось упомянутым на этом заседании ещё раз в решении по записке о подпоручике Малютине: «…продержав еще месяц в крепости, выписать тем же чином в полки 2-й армии (но не в один и тот же с Вадбольским ».
В своём «Алфавите» секретарь Следственного комитета А. Д. Боровков записал, что Вадбольский «членом тайного общества не был… По высочайшему приказу 7 июля переведён в Вятский пехотный полк» с указанием начальству «ежемесячно доносить о поведении». В соответствии с действовавшей в Российской империи системой ранжирования перевод из лейб-гвардии в армейский полк фактически означал понижение на два чина.

### На военной и гражданской службе
После событий декабря 1825 года Вятский пехотный полк, которым с 5 ноября 1821 года и до ареста 13 декабря 1825 года командовал полковник П. И. Пестель, оказался под пристальным вниманием высоких военных чинов и наблюдением военной полиции 2-й армии. Назначенный вместо Пестеля подполковник Е. И. Толпыго пытался искоренить в полку даже память об уличенном в «преступных намерениях» прежнем командире. Некоторых офицеров перевели в другие полки. Обстановка в среде вятцев сложилась напряжённая. В этой ситуации отношения прибывшего в полк Вадбольского с начальством и сослуживцами не сложились. 22 апреля 1827 года за «нераскаяние в прежнем преступлении» и за вызов на поединок нового однополчанина он был предан военному суду.
По высочайшему повелению переведён в действующую армию и прикомандирован к 34 егерскому полку. В составе Дунайской армии П. X. Витгенштейна участвовал в русско-турецкой войне 1828—1829 годов.
Причиной очередного поворота в судьбе Вадбольского стали сложные взаимоотношения с матерью. По жалобе княгини Елизаветы Ивановны на оскорбления со стороны сына он был причислен 15 сентября 1831 года к 27 егерскому резервному полку и предан в Москве военному суду. После ареста переведен в Тифлисский пехотный полк.
19 апреля 1833 года уволен с военной службы по болезни. Газета «Ярославские губернские ведомости» (1833, № 33) сообщила, что в августе в Ярославле проездом из Москвы в Любим останавливался отставной поручик князь Александр Петрович Вадбольский. В Любимском уезде Ярославской губернии князья Вадбольские издавна имели «заглазные» вотчины. Ярославские газеты отмечали частые визиты Вадбольского в Любим, которые были связаны с непростым имущественным положением семьи, тяжбами с кредиторами и продажей за долги собственности в сельце Заречном и деревнях Панино и Андреевская.
24 декабря 1837 года, как отставной офицер, был назначен на должность станового пристава Любимского уезда. Уволен 7 января 1842 года и принят на службу чиновником по особым поручениям в хозяйственный департамент Министерства внутренних дел. С 1850 года — коллежский секретарь.

## Семья
Первая жена — Елизавета Алексеевна. 21 июля 1852 года женился вторым браком на Надежде Ильиничне Палтовой, дочери калужского дворянина надворного советники Ильи Николаевича Палтова.
Дети в первом браке — Елизавета (6.05.1835 — ?), Екатерина (18.03.1836 — ?), Пётр (6.06.1840-24.10.1873), Александр (14.07.1843 — ?), Мария (14.11.1846 — ?), Владимир (26.12.1847 — ?). Во втором браке родилась дочь София (18.04.1853-29.01.1869).
Умер 30 марта 1863 года в возрасте 57 лет в Санкт-Петербурге, похоронен на Смоленском кладбище.

## Комментарии
1. ↑  Доказавшие свою преданность новому императору были отмечены уже 15 декабря 1825 года: П. П. Мартынов был произведён в генерал-адъютанты, а Л. А. Симанский — в звание флигель-адъютанта.
2. ↑  Следствием было установлено, что на самом деле этот удар был нанесён Е. П. Оболенским.
3. ↑  П. В. Ильин высказал предположение, что Вадбольский мог быть принят в Северное общество за несколько дней до восстания командиром роты Измайловского полка И. И. Богдановичем.
4. ↑  Тем же приказом подпоручик М. П. Малютин был переведён в Севастопольский пехотный полк.
5. ↑  К так называемым «заглазным» вотчинам относились наследственные владения, в которых помещики-собственники не жили.